# Carrer de Dalt (Palau-solità i Plegamans)
El Carrer de Dalt és una obra de Palau-solità i Plegamans (Vallès Occidental) inclosa a l'Inventari del Patrimoni Arquitectònic de Catalunya.

## Descripció
Sense establir una xarxa de carrers ben dibuixada i ordenada, el Carrer de Dalt, així com La Sagrera, Carrer de Baix i Cases Noves, presenta un carrer principal que el defineix amb una sèrie de carrers que hi surten o hi van a donar de manera perpendicular. La tipologia de les seves cases es mou dins les cases de pagès o masies una mica més aïllades tot i que sempre prop dels seus horts i terres de conreu. Les cases són d'estructura senzilla, generalment tenen planta baixa i un pis, de planta rectangular i teulada a dues vessants; d'altres tenen un capcer basilical, donant cabuda a l'obertura de les golfes. Carener perpendicular a la façana. Les portes tenen alternança d'arc de mig punt i arc escarser, i a les finestres entre rectangulars i altres en balcó. Els paraments són de còdols i maó. Algunes conserven l'arrebossat. A l'interior, àmplia entrada, cuina, llar de foc amb escó i forn de pa. Algunes encara conserven les seves funcions primigènies; d'altres han estat recuperades per a segona residència.

## Història
El carrer de Dalt forma part de les primeres mostres de nuclis de població quan l'administració de la contrada era compartida entre dues parròquies: Santa Maria de Palau Solitar i Sant Genís de Plegamans. En aquells moments tenia com a participants també La Sagrera i el Carrer de Baix. El poble no ha seguit massa el nucli de cases al voltant de l'església, fora de la Sagrera, sinó que es va anar formant mitjançant les cases de pagès disseminades esdevenint els nuclis ja nominats. Entre el Carrer de Baix i de Dalt hi ha 2 km. De distància, degut a la importància dels conreus que eren prop de les cases de pagès.